# Sibiu
Sibiu (tysk: Hermannstadt) er administrativt center i Sibiu distrikt, Transsylvanien i Rumænien. Byen ligger ved floden Olt og har 134.308(2021) indbyggere.
Sibiu er en af Rumæniens rigeste byer og modtager mange udenlandske investeringer. Blandt andre har Siemens en større produktion i byen.
Sibiu, der er grundlagt i 1190 af saksiske bosættere (tysk: Siebenbürger Sachsen), har en alsidig historie. Byen byder på mange seværdigheder og et rigt kulturliv. Sibiu huser et stort universitet.
Hermann Oberth, en af de tidligste raketforskere, blev født her i 1894.
Klaus Johannis, Rumæniens præsident fra 2014, var borgmester i Sibiu fra 2000 til 2014.
Sibiu var Europæisk kulturhovedstad i 2007.

## Galleri
- Rådhuset i Sibiu.
- Bondehus i frilandsmuseet i Sibiu.